# Nomada robertsonella
Nomada robertsonella är en biart som beskrevs av Cockerell 1903. Nomada robertsonella ingår i släktet gökbin, och familjen långtungebin. Inga underarter finns listade i Catalogue of Life.